# Instrumentalis
Instrumentalis oder Instrumental – dt. auch Womit-Fall – bezeichnet in der Sprachwissenschaft einen grammatischen Fall oder Kasus, dessen Namen von seiner typischen Funktion herrührt, das Instrument oder Mittel zu einer Handlung anzugeben (eine Adverbiale Bestimmung des Instruments, siehe Modaladverbial #Instrumental). Seine Funktionen können sich aber auch auf andere Arten von adverbialen Bestimmungen erstrecken sowie auf noch weitere Funktionen.
In der Grammatik des Deutschen gibt es keinen Instrumentalkasus, frühere Sprachstufen des Germanischen zeigten ihn aber noch.

## Bedeutung
Mit Hilfe des Instrumentalis wird zum Ausdruck gebracht, dass eine Handlung eines Agens durch den Einsatz des so bezeichneten Gegenstands ermöglicht oder gefördert wurde. Die ursprüngliche Bedeutung des Instrumentals ist also die Bezeichnung des Mittels oder Werkzeugs, mit welchem eine Handlung ausgeführt wird.

## Verbreitung
Den Instrumentalis gibt es als Kasus in vielen Sprachen der Welt. Er war zum Beispiel einer von vermutlich acht Fällen des Substantivs, die das Urindogermanische kannte und einige indogermanische Sprachen noch heute kennen, etwa die baltischen und slawischen Sprachen.
In den meisten heutigen indogermanischen Sprachen ist der Instrumentalis durch eine präpositionale Fügung ersetzt worden (mit einem Hammer [dt.], avec un marteau [frz.]). In der lateinischen Sprache ist der Instrumentalis im Ablativ aufgegangen.

### Entwicklung in den germanischen Sprachen
Im Urgermanischen dürfte der Instrumentalis wie folgt ausgesehen haben:
| Fall           | Urgermanisch | Neuhochdeutsch    |
| -------------- | ------------ | ----------------- |
| Instrumentalis | *hwehwlō     | mit einem/dem Rad |
| Nominativ      | *hwehwlą     | ein/das Rad       |

Im Deutschen war der Instrumentalis rudimentär noch im Althochdeutschen vorhanden. Ein Beispiel ist swertu houwan „mit dem Schwert hauen“ im Hildebrandslied. Schon damals wurde er aber zunehmend von Präpositionalkonstruktionen abgelöst.
In einigen wenigen Wörtern allerdings lebt dieser Fall in der hochdeutschen Sprache bis zum heutigen Tage fort. So stellt das Fragewort „wie“ (ahd. (h)wiu) eigentlich den Instrumental zu „was“ (ahd. (h)waz) dar. Auch in „heute“ und „heuer“ steckt ein Instrumentalis: Beide Umstandswörter, die im Althochdeutschen hiutu bzw. hiuru lauteten, sind Zusammensetzungen aus den Phrasen im Instrumental *hiu tagu „an diesem Tage“ und *hiu jâru „in diesem Jahre“. 
In dieser Reihe steht auch ein Zeitadverb heunt, das unter anderem noch im Bairisch-Österreichischen mundartlich als heint vorkommt, und das im Hochalemannischen gebräuchliche hinech mit der Bedeutung „heute Abend“; auf Althochdeutsch lautete es hîneht (entstanden aus *hiu nehti „in dieser Nacht“).
Im Altisländischen und, in stark reduzierter Verwendung, auch noch im Neuisländischen kann der Dativ die Funktion des Instrumentalis übernehmen: Jón var stunginn rýtingi „Jón wurde mit dem Dolch erstochen“, wobei rýtingi der Dativ von rýtingur ist. Gewöhnlicher ist heute aber die Verwendung der Präposition með „mit“, die ebenfalls den Dativ nach sich zieht (með rýtingi „mit dem Dolch“). Den Dativ in der Funktion des Instrumentalis nennt man auf Isländisch tækisþágufall, tækisfall, verkfærisþágufall oder verkfærisfall.

### Entwicklung in den slawischen Sprachen
Alle slawischen Sprachen außer Bulgarisch und Mazedonisch haben den Instrumentalis als einen eigenen morphologisch markierten Fall erhalten, der sogar oft noch vielfältige weitere Funktionen entwickelt hat, aber in vielen Fällen gleichwohl der Ergänzung durch eine Präposition bedarf.

#### ‚Eigentlicher‘ Instrumentalis
Ohne Präposition dient der Instrumentalis zur Bezeichnung eines Mittels oder Werkzeugs für eine Handlung, also zur Bildung einer Adverbialphrase:
```
* Bosnisch/Kroatisch/Serbisch: 
Pišem rukom.

* Polnisch: 
Piszę ręką.

* Russisch: 
Pišu rukoj.

* Tschechisch: 
Píšu rukou.

* Ukrainisch: 
Pyšu rukoju.

„Ich schreibe von Hand/mit der Hand/händisch.“
```

#### Agensmarkierung
In einigen slawischen Sprachen dient der Instrumentalis außerdem in Passivkonstruktionen zur Bildung der Agensphrase, d. h., er drückt aus, durch wen eine Handlung vorgenommen wird:
```
* Russisch: 
On byl ubit drug
om
.

* Slowakisch: 
Bol zabitý kamarát
om
.

* Tschechisch: 
Byl zabit kamarád
em
.

* Ukrainisch: 
Vin buv ubytyj drug
om
.

„Er wurde von einem Freund getötet“.
```

Im Polnischen ist diese Art der Agensmarkierung nur mittels Präposition przez möglich. Diese verlangt jedoch nicht den Instrumentalis, sondern den Akkusativ:
```
* Polnisch: 
Został zabity przez przyjaciela.
```

Im Bosnisch/Kroatisch/Serbischen ist die Agensmarkierung durch den Instrumental selten und auf Inanimata beschränkt:
```
* Serbokroatisch: 
Je ubijen automobil
om
.
 (nicht: 
prijatelj
em
)
```

#### Prädikativer Instrumentalis
Für die slawischen Sprachen ist auch der prädikative Instrumental typisch, dessen Verwendung jedoch in den heutigen Idiomen schwankt.
```
* Polnisch: 
Ja byłem studentem.

* Russisch: 
Ja byl studentom.

* Slowakisch: 
Bol som študentom.

* Tschechisch: 
Byl jsem studentem.

* Ukrainisch: 
Ja buv studentom.

„Ich war Student.“
```

In manchen slawischen Sprachen ist der prädikative Instrumentalis vollständig durch den prädikativen Nominativ ersetzt worden:
```
* Bosnisch/Kroatisch/Serbisch: 
Bio sam student.

* Slowenisch: 
Sem bil študent.
```

#### Lokaler Instrumentalis
In manchen slawischen Sprachen dient der Instrumentalis auch zur Bildung von Adverbialphrasen, die lokale Bedeutung haben und im Deutschen mit einer durch-Präpositionalphrase wiedergegeben werden können:
```
* 
Tschechisch
: 
Jdu lesem.
 – „Ich gehe durch den Wald.“
* Bosnisch/Kroatisch/Serbisch: 
Šetam gradom.
 – „Ich spaziere (kreuz und quer) durch die Stadt.“
```

#### Temporaler Instrumentalis
Im Bosnisch/Kroatisch/Serbischen kann der Instrumentalis auch temporale Bedeutung haben:
```
* 
Dolazi vikendom.
 – Er/Sie kommt (regelmäßig) am Wochenende.
* 
Dolazi radnim danima.
 – Er/Sie kommt an Werktagen.
```

#### Verwendung mit Präpositionen
Eine neuere Entwicklung ist die Verwendung des Instrumentalis mit Präpositionen, beispielsweise mit za ‘nach’ (z. B. nach etwas streben), pod ‘unter’, nad ‘über’, przed ‘vor’ usw.

##### Komitative Verwendung
In komitativer Bedeutung wird der Instrumentalis von den meisten slawischen Sprachen mit der Präposition s (polnisch: z) verwendet, die sich ins Deutsche als „(gemeinsam) mit“ übersetzen lässt:
```
* Polnisch: 
Przyjechałem 
z
 przyjaciel
em
.

* Russisch: 
Ja prišël 
s
 drug
om
.

* 
Serbokroatisch
: 
Došao sam 
s
 prijatelj
em
.

* 
Slowakisch
: 
Prišiel som 
s
 kamarát
om
.

* Slowenisch: 
Prišel sem 
s
 prijatelj
em
.

* 
Tschechisch
: 
Přišel jsem 
s
 kamarád
em
.

„Ich kam mit einem Freund.“
```

### Entwicklung in den baltischen Sprachen

#### Lettisch
Im Lettischen ist der Instrumentalis als morphologisch distinkter Kasus nicht mehr vorhanden, sondern ist im Singular mit dem Akkusativ und im Plural mit dem Dativ zusammengefallen. Dieser Synkretismus gilt für alle Substantivklassen des Lettischen. Auch in seiner Verwendung ist der Instrumentalismus auf Adverbialphrasen mit der Präposition ar beschränkt.

#### Litauisch
Im Litauischen ist der Instrumentalis als morphologisch distinkter Kasus erhalten, wie man am Beispiel „Zahn“ sehen kann:
| Kasus        | Singular | Plural   |
| ------------ | -------- | -------- |
| Nominativ    | dantis   | dantys   |
| Instrumental | dantimi  | dantimis |

In prädikativer Verwendung ist die Opposition Nominativ – Instrumental semantisch distinktiv: Inhärente Eigenschaften des Subjekts erfordern in der Regel den Nominativ, zeitweilige dagegen den Instrumental.
Eine sekundäre Bedeutung des Instrumentalis im Litauischen (wie auch in einigen slawischen Sprachen) ist die Lokalbedeutung, z. B. litauisch eiti mišku („durch den Wald gehen“).

### Andere Sprachen
Auch außerhalb der indogermanischen Sprachfamilie gibt es Formen des Instrumentalis, etwa in den finno-ugrischen Sprachen und in den Turksprachen.
Im Ungarischen wird nach den Regeln der Vokalharmonie das Suffix -val bzw. -vel an ein Substantiv angefügt:
```
* 
egy ló
 ‘ein Pferd’ – 
egy lóval
 ‘mit einem Pferd’
* 
a bicikli
 ‘das Fahrrad’ – 
a biciklivel
 ‘mit dem Fahrrad’
```

Ist der letzte Laut eines Substantivs ein Konsonant, wird dieser für den Instrumentalis verdoppelt und tritt an die Stelle des v.
```
* egy vonat 'ein Zug' – vonattal utazni ‘mit dem Zug verreisen’
* fiútestvér 'Bruder' – fiútestvérrel beszélek ‘ich spreche mit dem Bruder’
```

Auch das Türkische kennt die Suffixe -in/-ın, welche nach den Regeln der Vokalharmonie an das Substantiv angefügt werden. Dieser Fall kommt heutzutage aber selten vor und war früher weiter verbreitet.
```
* 
gelmek
 ‘kommen’ – 
gelmeksizin
 ‘ohne zu kommen’
* 
kış
 ‘Winter’ – 
kışın
 ‘im Winter’, ‘winters’
* 
yapmak
 ‘machen’ – 
yapmaksızın
 ‘ohne zu machen’
* 
yaz
 ‘Sommer’ – 
yazın
 ‘im Sommer’, ‘sommers’
```

Obwohl die türkische Grammatik den Instrumentalis als Fall nicht kennt, wird er seit den 1970er Jahren vermehrt verwendet. Dazu wird durch Verschmelzung das Wort ile gemäß den Regeln der Konsonanten- und Vokalharmonie mit dem Suffix -la, -le, -yla oder -yle gebildet:
```
* 
artış
la
 (= artış + 
ile
) – 
mit
 [der] Erhöhung
* 
çalışma
yla
 (= çalışma + 
ile
) – 
durch
/
mit
 Arbeiten/Lernen
* 
gelişme
yle
 (= gelişme + 
ile
) – 
mit
 [der] Entwicklung
* 
güzellik
le
 (= güzellik + 
ile
) – 
mit
 Grazie/Schönheit
```